# Wendilgarda
Genre
Synonymes
- Cyathidea Simon, 1907
- Enthorodera Simon, 1907

Wendilgarda est un genre d'araignées aranéomorphes de la famille des Theridiosomatidae.

## Distribution
Les espèces de ce genre se rencontrent en Amérique, en Asie et à Sao Tomé-et-Principe.

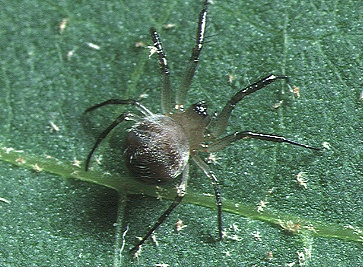
Wendilgarda ♀

## Liste des espèces
Selon World Spider Catalog (version 23.5, 08/09/2022) :
- Wendilgarda assamensis Fage, 1924
- Wendilgarda atricolor (Simon, 1907)
- Wendilgarda clara Keyserling, 1886
- Wendilgarda galapagensis Archer, 1953
- Wendilgarda housaiyuae Lin & Li, 2022
- Wendilgarda liliwensis Barrion & Litsinger, 1995
- Wendilgarda mexicana Keyserling, 1886
- Wendilgarda muji Miller, Griswold & Yin, 2009
- Wendilgarda mustelina Simon, 1898
- Wendilgarda nigra Keyserling, 1886
- Wendilgarda nipponica Shinkai, 2009
- Wendilgarda panjanensis Barrion, Barrion-Dupo & Heong, 2013
- Wendilgarda ruficeps Suzuki, 2019
- Wendilgarda sinensis Zhu & Wang, 1992

## Systématique et taxinomie
Ce genre a été décrit par Keyserling en 1886. Il est placé dans les Mysmenidae par Heimer et Nentwig en 1982 puis dans les Theridiosomatidae par Coddington en 1986
Cyathidea et Enthorodera ont été placés en synonymie par Coddington en 1986.

## Publication originale
- Keyserling, 1886 : Die Spinnen Amerikas. Theridiidae. Nürnberg, vol. 2, p. 1-295 (texte intégral).